# باول زاوتر
باول سوتر (بالألمانية: Paul Sauter)‏ هو لاعب كرة قدم ألماني، ولد في 14 يونيو 1947. لعب مع .

## وصلات خارجية
- باول سوتر على موقع قاعدة بيانات كرة القدم.إي يو (الإنجليزية)
- باول سوتر على موقع عالم كرة القدم.نت (الإنجليزية)